# Toma al II-lea de Savoia
Toma al II-lea de Savoia (n. cca. 1199, Montmélian – d. 7 februarie 1259) a fost senior al Piemontului de la 1233 până la moarte, conte de Flandra prin jure uxoris între 1237 și 1244, precum și regent al comitatului de Savoia de la 1253 până la moarte, pe timpul cât nepotul său de frate, Bonifaciu lupta în afara țării.
Toma a fost fiul lui Toma I de Savoia cu Margareta de Geneva.
În 1233, atunci când Toma I de Savoia a murit, Toma, din poziția de al doilea fiu, a moștenit doar stăpânirea asupra Piemontului, provincie pe care ulterior el o va ridica la statutul de comitat. A fost căsătorit în 1237 cu contesa Ioana I de Flandra și de Hainaut, fiica mai mare a lui Balduin al IX-lea. Această căsătorie nu a produs urmași, iar în 1244 Ioana a încetat din viață. În 1252, Toma s-a recăsătorit cu Beatrice Fieschi, nepoată a papei Inocențiu al IV-lea, cu care a avut șase copii.
După moartea fratelui său mai mare, Amadeus al IV-lea, Toma nu a putut deveni succesorul acestuia în comitatul de Savoia, întrucât nu i-a supraviețuit nepotului său de frate, Bonifaciu, care la rândul său va muri fără urmași direcți. Cu toate că Toma a avut fii, la moartea lui Bonifaciu conducerea comitatului savoiard a trecut pe seama fraților mai mici ai lui Toma. Fiul mai mare și totodată moștenitorul direct al lui Toma, Toma al III-lea de Piemont a considerat aceasta ca pe o nedreptate și și-a manifestat drepturile de stăpânire asupra Savoiei, însă fără succes. Cu toate acestea, lucrurile au evoluat astfel încât Filip I de Savoia, ultimul dintre frații lui Toma, l-a numit pe fiul mai mic al acestuia, Amadeus ca succesor în comitatul de Savoia.

## Urmași
Toma și Beatrice Fieschi au avut șase copii:
- Toma (n. cca. 1246-d. 16 mai 1282), succesorul lui Toma și pretendent la comitatul de Savoia, senior al Piemontului
- Amadeus (d. 16 octombrie 1323), care ulterior va domni în comitatul de Savoia
- Ludovic (n. 1250 – d. după 10 ianuarie 1302), baron de Vaud
- Eleonora (d. 6 decembrie 1296), căsătorită în 1270 cu Ludovic I de Beaujeu
- Margareta (d. mai 1292)
- Alice (d. 1 august 1277)

El a mai avut alți trei copii, ilegitimi.